# 165-ös busz (Budapest)
A budapesti 165-ös jelzésű autóbusz Budapest III. kerületében a Kolosy tér és a Remetehegyi út között közlekedik. A viszonylatot a Budapesti Közlekedési Zrt. üzemelteti. A járműveket az Óbudai autóbuszgarázs állítja ki. A járaton engedélyezett a kerékpárszállítás.

## Története
1963. május 13-án 65Y jelzéssel indult buszjárat a Szépvölgyi út és Mátyáshegy (Bányászati Kutató Intézet) között, igazodva az Intézet munkarendjéhez. 1965. június 7-én meghosszabbították a Remetehegyi útig, majd 1977. január 1-jén a 165-ös jelzést kapta. 1982. augusztus 1-jén módosult a Kolosy téren végállomásozó buszok közlekedési rendje, csúcsidőben a HÉV-átszállás biztosítása érdekében a járatok a Szépvölgyi út HÉV-állomás mellett fordultak vissza. (Ez a rendszer 1991. július 31-én szűnt meg.) 2010. március 29-én a 65-ös és 165-ös vonalakon bevezették az első ajtós felszállási rendet.

## Útvonala
| Remetehegyi út felé                                                                                   |
| Kolosy tér vá. – Szépvölgyi út – Folyondár utca – Mátyáshegyi út – Kolostor utca – Remetehegyi út vá. |
| Kolosy tér felé                                                                                       |
| Remetehegyi út vá. – Remetehegyi út – Folyondár utca – Szépvölgyi út – Kolosy tér vá.                 |

## Megállóhelyei
| 0 | Kolosy tér végállomás                                 | 5 | 9, 29, 65, 65A, 111 17, 19, 41 |
| 0 | Ürömi utca                                            | 3 | 29, 65, 65A, 111               |
| 1 | Folyondár utca (↓) Folyondár utca (Szépvölgyi út) (↑) | 2 | 65, 65A                        |
| 2 | Mikoviny utca (↓) Kőzet utca (↑)                      | 1 |                                |
| 3 | Kolostor út                                           | ∫ |                                |
| 4 | Remetehegyi út végállomás                             | 0 |                                |